# Cucina azera

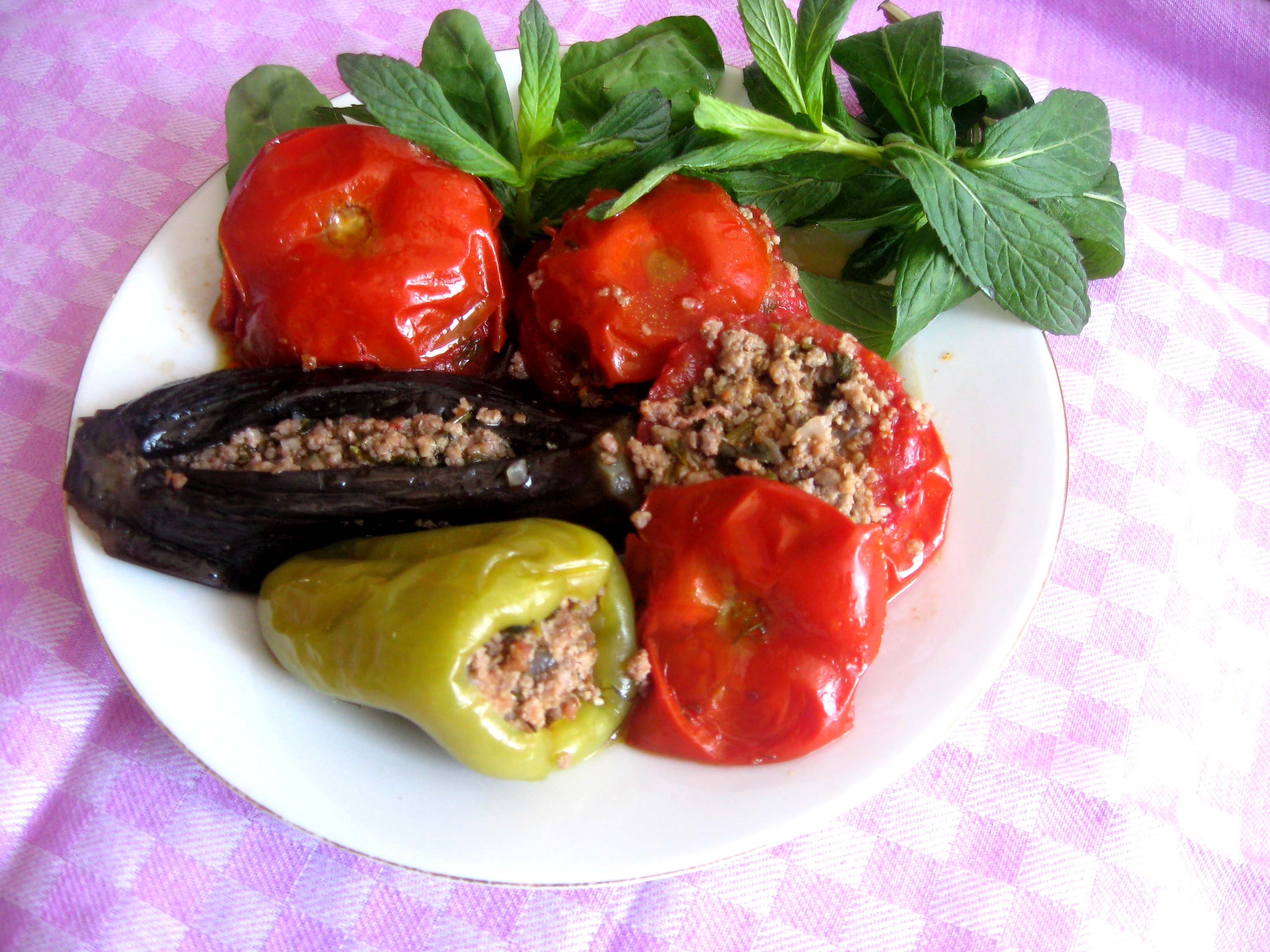
Dolma 3 Sorelle o Dolma di melanzana, pomodoro e peperone

La cucina azera è la cucina tradizionale dell'Azerbaigian e dei paesi membri della diaspora azera. La cucina nazionale dell'Azerbaigian ha diverse varietà, con decine di piatti unici come: latticini, di carne, di farina, verdure, ecc. I metodi di cottura e del consumo di alimenti sono diversi e molteplici. 
In passato i piatti della cucina azera erano preparati in pentole di rame, ancora oggi in molte aree rurali dell'Azerbaigian viene mantenuta questa usanza. Pertanto gli strumenti di cucina vengono costruiti principalmente in rame.
Fra i piatti tipici si ricordano dolma, pilaf, lavash, kebab, kishk e börek, tra le bevande tè nero, şərbət e ayran.

## Caratteristiche della cucina azera
Su 11 zone climatiche conosciute nel mondo, il clima azero ne ha otto. Questo contribuisce alla fertilità della terra, che a sua volta è all'origine della ricchezza della cucina. I componenti principali della cucina sono determinati dalle condizioni naturali del paese: il clima montuoso e subtropicale ha favorito un'ampia diffusione della carne di montone, pollame, di pesci d'acqua dolce e mare (Caspio) nella cucina azera.
Vari tipi di kebab e piatti in tandoor sono ampiamente diffusi nella cucina azera. Ci sono una varietà di bevande e dolci. Una caratteristica distintiva della cucina azera è diffusione dell'uso di agnello per preparare vari piatti.
La formazione della cucina azera è stata influenzata dalle richieste dell'Islam, come quella albanese - di conseguenza, la cucina tradizionalmente non include piatti a base di carne di maiale e piatti che contengono alcool. Un'altra specialità della cucina azera è la diffusione di spezie e condimenti tipo: cannella, chiodi di garofano, prezzemolo, crescione inglese, basilico verde e rosso, aneto, peperoncino, pimento, cumino, coriandolo, menta, zafferano, sommacco ecc. Soprattutto è necessario sottolineare lo zafferano e il sommacco. La prima di queste spezie è una componente indispensabile per la preparazione di numerosi pilaf e dolci. Mentre secondo, il sommacco viene servito ai diversi piatti a base di carne come lule kebab o qutab di carne.
La cucina azera usa ampiamente verdure come (pomodori, cetrioli, melanzane e altri), frutti (mele, pere, mele cotogne, arance, limoni), frutti drupacee (prugne, amoli, albicocche, pesche).

## Componenti

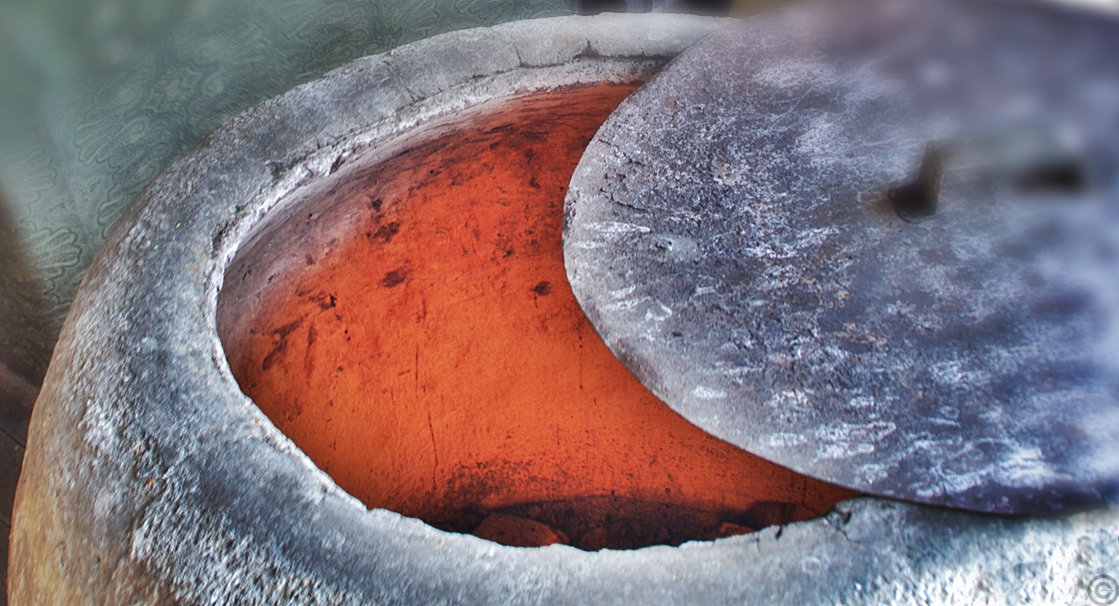
Təndir (forno)

### Pane
In Azerbaigian sono cotti diversi tipi di pane: pane rotondo, piatto, lavash, xamralı, pane spesso, sottile, crepes, torte, pane del forno (pane tandoor). Il tandoor è un esempio materiale e culturale del popolo azero. Il pane tandoor è un tipo di pane cotto in un forno di argilla chiamato tandoor. Soprattutto è usato per cottura del pane e la cottura dei cibi di carne/pollo come Kebab (Šašlyk) o Levengi, ma generalmente qualsiasi tipo di cibo può essere cotto in forno tandoor. Il segreto del forno tandoor è il processo di riscaldamento del forno. Il legno viene messo a terra e incendiato. È necessario aspettare fino a che non diventa carbone incandescente. Il cibo è fondamentalmente cotto dal caldo delle pareti. Un'alta temperatura garantisce una cottura molto veloce.
Nel Medioevo, il forno tandoor era uno degli impianti comuni della popolazione che viveva nella Città Vecchia (Icheri Sheher) di Baku. Questo è stato scoperto durante gli scavi archeologici in diverse aree della Città Vecchia. 
Durante la riunione tenutasi in Etiopia, il Comitato intergovernativo dell'UNESCO per la salvaguardia del patrimonio culturale immateriale ha deciso di includere il lavash nell'elenco rappresentativo del patrimonio culturale immateriale dell'organizzazione.

### Carne
Una grande varietà di piatti nella cucina azera sono di carne (bovino, pollo, montone ecc). La carne più preferita è la carne dell'agnello. Dall'agnello fresco e del manzo si prepara bastırma (carne affumicata con le spezie), da cui fanno tikə kabab (šašlyk), cioè pezzi di agnello marinato in una miscela di cipolla, aceto e salsa di melograno, il tutto viene infilato su un grande spiedino e grigliato sul braciere. Un altro tipo di kebab è lülə kabab. È una carne macinata di agnello tritato, attaccata sullo spiedino e fritta su un braciere, con l'aggiunta di cipolle al carne.
Uno dei piatti più famosi e caratteristici della cucina azera è il dolma. Ci sono vari tipi di dolma. La preparazione è quasi sempre uguale, cambia soltanto il componente che viene ripieno. Le versioni più popolari sono: con la tritata di montone mista con il riso e le spezie, farcito in foglie cavolo e preparato con la castagna (questo piatto si chiama kələm dolması), ripieno in foglie di vite salate e fresche (yarpaq dolması), ripieno in melanzane, peperone e pomodori (si chiama badımcan dolması o üç bacı dolması).
Un altro piatto popolare di cucina azera è il qovurma. Pezzi di carne di montone o agnello con l'osso o di carne tritata vengono stufati con cipolle, pomodori, verdi e zafferano. Qovurma può essere considerata come un primo piatto e mangiato come piatto separato con yogurt e aglio ma anche come contorno al pilaf.

#### Cibi di carne più popolari
- Kabab (Şişlik)
  - Cücə Kabab - Kebab di pulcino grigliato sul braciere attaccato sullo spiedino
  - Lülə Kabab - Kebab di carne macinata di agnello, attaccata sullo spiedino e fritta su un braciere
  - Ciyər Kabab - Kebab di fegato di montone o manzo tagliato a pezzi non troppo piccoli, attaccati sullo spiedino assieme con il grasso della coda d'agnello e grigliati su un braciere[12]
  - Tava Kabab - Kebab di carne farcita con la cipolla a forma di polpette e fritta nella padella assieme con la patate a pezzi e la uova.
  - Tikə Kabab - Kebab di pezzi di agnello marinato, attaccata sullo spiedino e grigliato su un braciere
  - Quyruq Kabab - Kebab del grasso di coda d'agnello
- Turşu Qovurma - Qovurma con pezzi di carne fritte con la castagna, la susina e albicocca secca e cipolla.
- Toyuq ÇığırtmasıÇığırtma

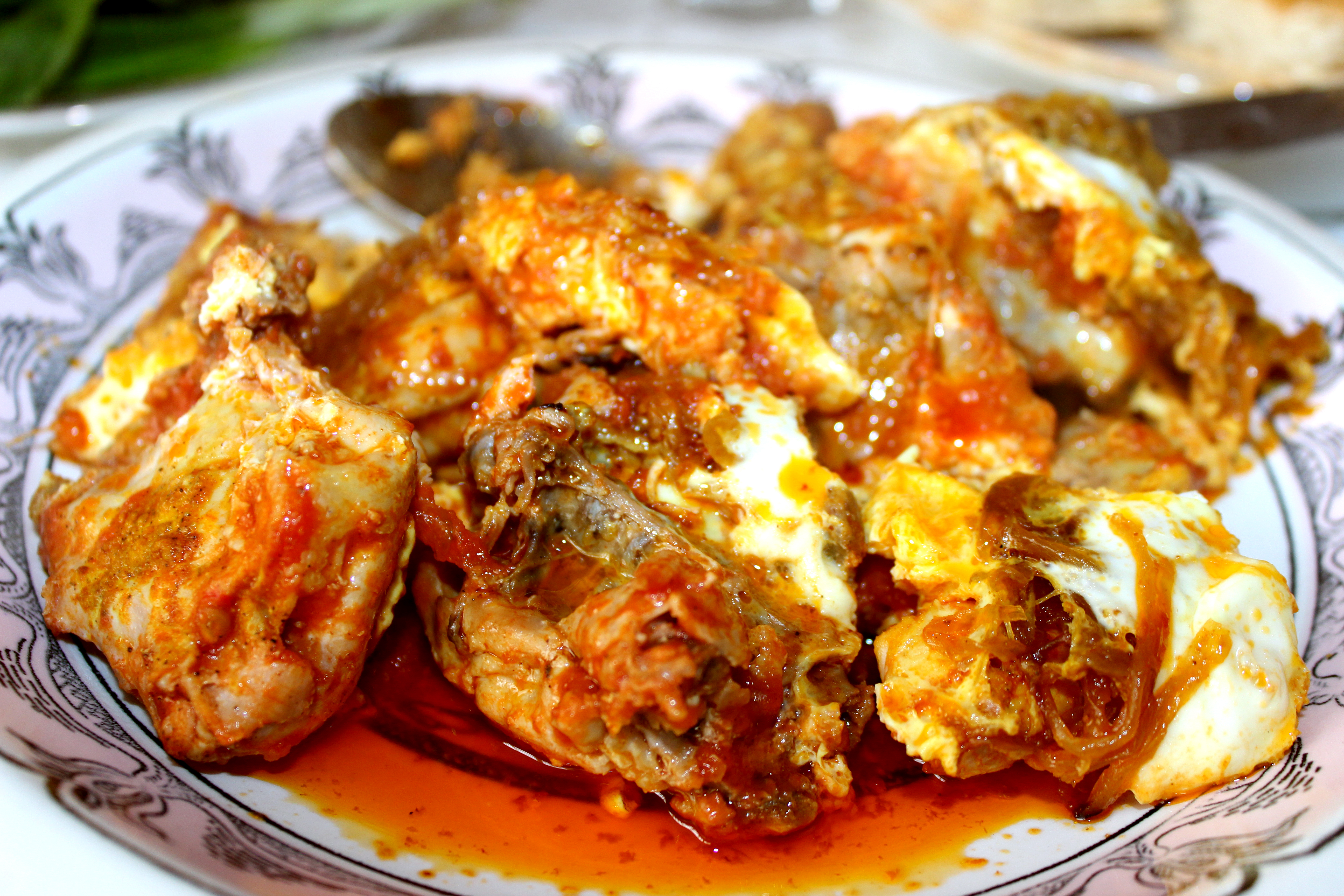
Toyuq Çığırtması

  - Qiymə çığırtması - Çığırtma con carne bovino o montone tritato, fritto in padella con le uova e cipolla.[13]
  - Toyuq çığırtması - Çığırtma con pezzi di pollo fritto nell'olio di burro con cipolla e le uova.
- Toyuq Ləvəngisi (Ləvəngi di pollo) - Pollo farcito con noci, cipolle, salsa di susina e vari condimenti, cotto nel forno.[14]
- Bastırma - Pezzi di carne affumicato
- Boz qovurma - Qovurma con pezzi di carne fritte con la cipolla e lo zafferano
- Fisincan - Fisincan preparato soprattutto con carne di manzo/montone ma anche con pollame tipo oca/pollo. La carne viene macinata con la cipolla e poi si formano piccole polpette di carne. Polpette vengono fritte con il misto di noci, salsa di melograno (o acido citrico/salsa di prugna) in una padella di ghisa, questa è una necessità perché il colore del piatto dev'essere viola. Può essere servito sia con il pilaf sia come piatto a sé.[15]
- Buğlama - Buğlama viene preparato dalla carne di montone con le ossa in una pentola con un po' d'acqua dove viene scottato con vapore, dopo si aggiungono strato per strato la cipolla, il pomodoro, il peperone e l'aglio. Nella ricetta può essere aggiunta anche la melanzana, non prevista però nella ricetta originale del piatto.[16][17]
- Nar Qovurma - Qovurma con pezzi di carne fritte con la castagna, la cipolla e il melograno è la prima versione del piatto, l'altro si può preparare aggiungendo la uova.
- Həftəbecər - Lo həftəbecər viene preparato maggiormente con le verdure e pollo, ma può essere fatto anche con la carne. La ricetta comprende melanzane, pomodori, patate, cipolle, peperoni, aglio e pollo fritto. Tutti gli ingredienti vengono tritati e messi a strati in una pentola cominciando dal pollo, negli strati successivi si aggiungono patate, cipolle, peperoni, melanzane e pomodori.
- Soyutma - Questo piatto consiste in uno stinco di montone (può essere preparato anche di manzo), la cipolla e le patate (si può sostituire con le castagne). La carne viene messa in una casseruola dove bisogna aggiungere l'acqua fino che copre la carne. Dopo che la carne è quasi pronta, si aggiungono le cipolla tritate fritte, la curcumina e le patate. Il piatto è pronto quando le patate sono cotte.[18]
- Səbzi Qovurma - Qovurma con pezzi di carne fritte con la cipolla, i verdi come spinaci, porri, aneto, coriandolo, salsa di susina o prugna.
- Bozartma - La carne di montone viene bollito nella pentola, la cipolla viene fritta nella padella con pomodoro e poi si aggiungono al carne insieme ai verdi e brodo e vengono stufati fino a che non sarà pronto il piatto.
- Sac - Saj è il nome del piatto e anche della padella, che è di ghisa nella forma di cerchio leggermente concavo con un piccolo braciere installato sotto. Il piatto viene preparato con grasso di coda dell'agnello fuso in padella e carne d'agnello tritato e verdure come melanzane, peperoni, piccoli pomodori, patate e servito con lavash.[19]
- Cız-bız - Frattaglie di montone fritti con patateDolma di foglie di vite
- Dolma

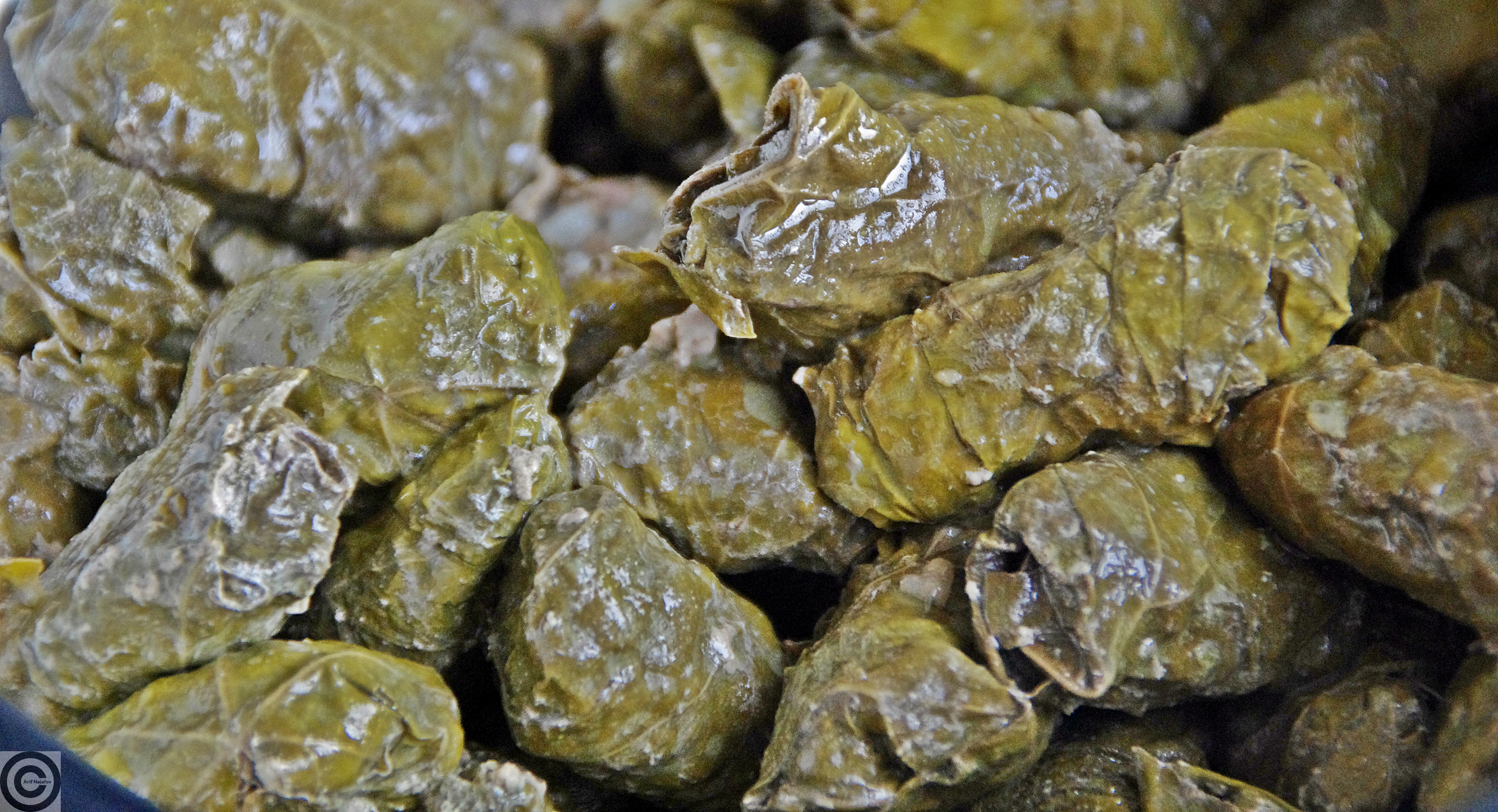
Dolma di foglie di vite

  - Dolma di pomodoro, peperone e melanzana («Badımcan dolması o Üç bacı dolması»)
  - Dolma di foglie di vite («Yarpaq dolması»)
  - Dolma di foglie di cavolo («Kələm dolması»)
  - Dolma di foglie di tiglio («Pip dolma»)
  - Dolma di cipolla («Soğan dolması»)
  - Dolma di frutta come mela cotogna e mela («Heyva dolması» e «Alma dolması»)
  - Dolma di cetriolo («Xiyar dolması»)

### Verdura
- Çığırtma
  - Badımcan(melanzana) çığırtması - Çığırtma con le verdure come melanzana, pomodoro, patate e cipolla tritate e fritto in padella con le uova
  - İspanaq(spinacio) çığırtması - Çığırtma con fogli di spinaci tritati e fritti insieme a cipolla e uova. È servito con il qatıq (yogurt più denso e acido)
  - Pomidor(pomodoro) çığırtması - Questa çığırtma è la più facile da preparare. Ci vogliono solo pomodori, uova e olio vegetale (qualche volta anche cipolla). I pomodori vengono tagliati e fritti fino che hanno rilasciato il loro succo, dopo vengono aggiunte la uova per finire la preparazione del piatto.[20]
  - Lobya(fagiolo) çığırtması - Çığırtma con i fagioli verdi tritati e fritti con il pomodoro, la cipolla e la uova. Viene servito con il qatıq (yogurt più denso e acido)
- Fisincan
  - Lobya fisincan (di fagioli rossi) - Fisincan preparato con fagioli rossi bolliti in pentola, dopo vengono macinate insieme alla cipolla fritta e i noci e viene aggiunto la salsa di melograno o aceto, alla fine si forma come polpette rottonde o come antipasto.
  - Çuğundur fisincan (di barbabietola) - Fisincan preparato con barbabietola rossa, che viene bollita e dopo grattugiata insieme ai noci e aglio. Viene condito con l'olio vegetale o maionese, e servito con il melograno.
- Kabab (Şişlik)
  - Kartof Lülə Kabab - Kebab di patate bollite in acqua e passata dal tritacarne (si può passare anche un po' del grasso di coda d'agnello assieme alle patate), poi alla massa vengono aggiunti spezie come cumino, pepe, sale e curcumina. Dopo si preparano lunghe polpette che vengono infilate sullo spiedino e fritte su un braciere 4-5 minuti.[21]
  - Tərəvəz Kabab - Questo kabab è considerato uno dei kebab più facili e deliziosi. Pomodori, peperone e melanzane(farcite con un piccolo pezzettino del grasso di coda d'agnello) vengono attaccati sullo spiedino e fritti su un braciere.
- Sırdağ - Questo piatto vegetariano è molto semplice da preparare. Ci vogliono melanzane, pomodori, aglio e olio vegetale. Le melanzane vengono tagliate per lungo e per rimuovere il sapore melanzana, le fette devono essere bagnate in acqua salata e messe sotto qualcosa di pesante per far uscire il liquido amaro. Dopo le melanzane vengono fritte senza pomodori e aglio. Dopo tutti gli ingredienti vengono messi in una pentola per essere cotte al vapore per 15-20 minuti.[22]
- Kuku
  - Göyərti küküsü (di verdi) - Kükü con mazzo di verdi come coriandolo, aneto, cerfoglio e cipollotto tritato a piccoli pezzettini e misti con la uova e fritte in padella. Il piatto viene servito con il qatıq.[23]
  - Qoz küküsü (o ləvəngi kükü) - Kükü preparato con noci macinati e la cipolla, poi misto con la salsa di susina (amolo) e uova e fritta in padella.
  - Badımcan küküsü (di melanzana) - Kükü preparato con la melanzana e cipolla macinate insieme, poi la farina, il sommacco, i noci e la uova sono aggiunti al misto e fritti insieme in padella.

### Frutta
La diversità del suolo, condizioni climatiche favorevoli hanno storicamente causato la coltivazione di vari alberi da frutto in queste aree. Ci sono vari tipi di frutta e bacche che crescono naturalmente e si possono trovare in diversi regioni dell'Azerbaigian come: mela, pera, mela cotogna, nespola, mirtillo, biancospino, corniolo, amolo (susina regina Claudia), prugna, prugnolo, amarena, ciliegia, melograno, fico, noce, nocciola, castagna, pistacchio, mandorla, uva, olivagno, giuggiolo, gelso (bianco e nero), lampone, mora, fragola.

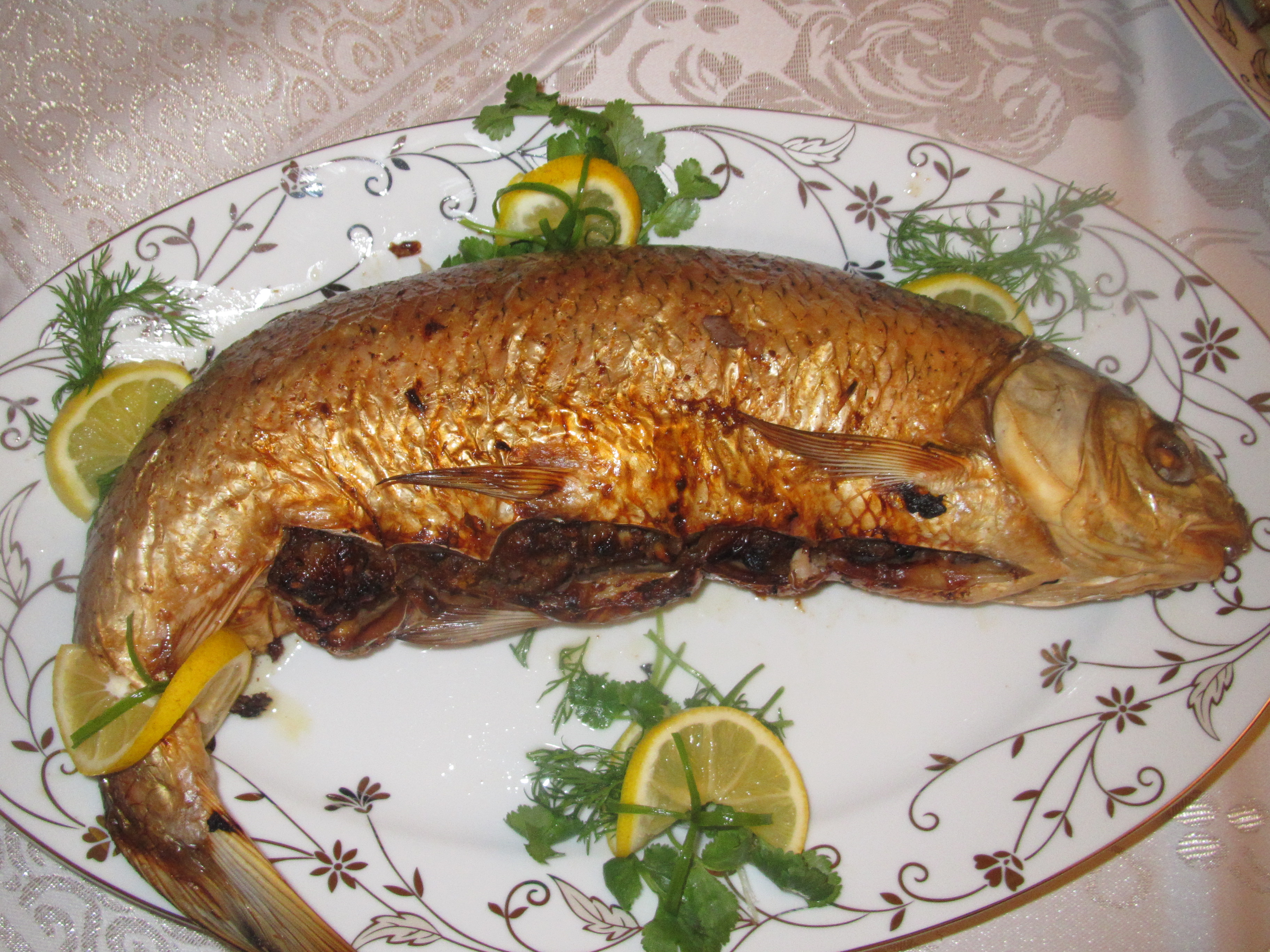
Ləvəngi di pesce farcito.

### Pesce
- Balıq Ləvəngisi (Ləvəngi di pesce) - È un piatto molto particolare della cucina meridionale dell'Azerbaigian. Viene preparato in tandoor o in forno. La ricetta comprende il pesce farcito con noci, cipolle, salsa di amolo (susina) e vari condimenti, cotti insieme. Il ləvəngi può essere servito come un piatto unico, ma anche assieme al pilaf.[25]
- Balıq Kababı - (Kebab di pesce) - Questo kebab si prepara molto facilmente. La pesce viene tagliata a pezzi non molto piccoli, conditi con la panna acida, il pepe e il sale. Dopo i pezzi di pesce vengono attaccati sullo spiedino e fritti su un braciere.[26]
- Balıq Sırdağı (Sırdağ di pesce) - Il pesce viene salato, pepato e tagliato in pezzi. I pezzi di pesce vengono fritti un po' in una padella, dopo si aggiunge l'aglio e il prezzemolo, i pomodori tagliati a metà e un bicchierino di abqora (l'agresto o succo di uva acerba), amoli secchi e un bicchierino d'acqua. Il piatto deve essere cotto al vapore per circa 40 minuti.[27]
- Balıq Buğlaması (Buğlama di pesce) - La ricetta del buğlama di pesce è quasi uguale a quello di carne, cioè il piatto viene preparato questa volta da pesce in una pentola con un po' d'acqua dove viene scottato con vapore, dopo si aggiungono strato per strato la cipolla, il pomodoro, il peperone, l'aglio, l'alloro e il limone tagliato e messo sopra.[28][29]

### Piatti di pasta

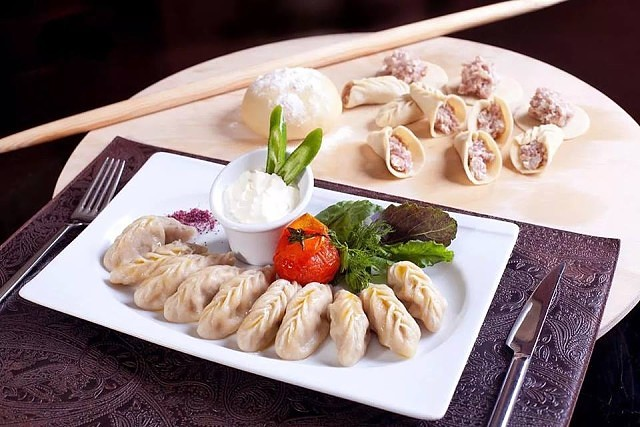
Gürzə.

- Gürzə.Gürzə - Questo piatto è abbastanza simile a Düşbərə, si distinguono solo con la forma, la versione di servire e mangiare. Düşbərə viene mangiato dentro la zuppa, mentre Gürzə no. La ricetta e la preparazione di questi due piatti sono simili. Pasta viene fatta da farina, uova, sale e acqua (quanto serve). Poi viene preparato la carne d'agnello, che bisogna passare dalla tritacarne. Dopo la cipolla viene fritta nell'olio e mescolata con carne cruda tritata, concentrato di pomodoro e il sale. Alla fine vengono fatti le forme da pasta che è necessario di tagliare sotto forma di cerchio, dove si mette un cucchiaio di carne farcito e si formano tortelloni lunghi come se fossero piccole pigne. Gürzə viene messa in una casseruola con acqua bollita e si prepara in 10-12 minuti. Il piatto va servito con il qatıq (specie di yogurt più denso e acido / latte cagliato) con l'aglio tritato.[30]
- Qutab — È un piatto di pasta della cucina azera, che rappresenta una tortina di pasta chiusa sottile a forma di mezzaluna, fatta di pasta fresca ripiena. Il qutab viene cotto principalmente in primavera e in autunno. Il qutab viene preparato incominciando a creare una pasta dura da farina, acqua, uova e sale. L'impasto viene rotolato in un sottile strato circolare e al centro di ciascun cerchio viene messo il riempimento prima di essere piegato in una forma a mezzaluna. Il qutab risultante è grigliato su entrambi i lati, spalmato con l'olio sopra. Viene di solito servito con yoghurt / latte cagliato (quelli di verdi) e coriandolo fresco tritato, o con il sommacco (quelli di carne).[31]
  - Qutab di verdi
  - Qutab di carne di montone (o di cammello)
  - Qutab di formaggio
  - Qutab di zucca
  - Qutab di frattaglie di pecora
- Xingal (detto anche Xəngəl) - Nel Caucaso, ci sono dei piatti molto popolari come - xingal(khingal), khingalsh e khink'ali. I nomi di questi piatti possono suonare simili, ma c'è una differenza nella cottura e come viene servito. Xingal azero consiste di quadrati bolliti di pasta sottile con carne macinata fritta. Per preparare questo piatto azero sarà necessario di : farina, uova, cipolla, acqua, burro e olio vegetale. La preparazione di pasta è uguale a quello di Sulu Xingal. La pasta pronta viene tagliata sotto forma di piccoli quadrangoli. Poi, in un grande casseruola, far bollire l'acqua. Condire l'acqua con il sale. Gettare la pasta una alla volta, mescolando ogni volta per evitare l'attaccamento. Cuocere finché la pasta diventa semitrasparente. Scolare la pasta. Mentre la pasta viene cotta, bisogna preparare il contorno. La carne viene passata dalla tritacarne e poi fritta nel misto d'olio e burro, poi aggiungere la cipolla tritata alla carne e friggere insieme. Appena pronto, servire con qatıq (specie di yogurt più denso e acido / latte cagliato) e con l'aglio tritato. Questo piatto è molto popolare nel tempo piovoso e freddo. C’è anche una versione preparata senza carne, solo con la cipolla e viene servita con qurut (è una preparazione a base di yogurt fermentato e di grano, il tutto finemente macinato ed essiccato).[32]
- Çudu - Questo piatto forse è il più insolito nella cucina azera. È pasta sfoglia croccante, farcita con la carne, fritta in olio e spruzzata con zucchero a velo e sommacco. Questa combinazione insolita rende il çudu molto particolare. Gli ingredienti per la pasta sono: farina, uova, latte, sale, lievito in polvere e burro. Per il ripieno: carne di manzo macinato o una combinazione di manzo macinato e agnello tritato, cipolla, sale e pepe. La preparazione ha inizio con la pasta che dev'essere preparata con gli ingredienti sopramenzionati e il ripieno fritto in padella. Pronti gli ingredienti, bisogna dividere la pasto in piccole palline. Spianare ciascuno e mettere un cucchiaio di ripieno di carne al centro. Piegare le estremità e incollare i lati insieme che alla fine risulta una forma di mezzaluna. Cuocere il çudu in forno medio caldo per 20 a 25 minuti o friggere bene nell'olio bollente. Cospargere con il zucchero a velo e il sommacco.[33]

### Spezie e condimenti
Le spezie più usati nella cucina azera sono: zafferano, cardamomo, sommacco, pepe, curcumina, cumino, anice, chiodo di garofano, zenzero, semi di finocchio e cannella. Per quanto riguarda ai condimenti sono più popolare il narşərab (succo di melograno), abqora (agresto, succo di uva acerba), aceto, qatıq (yogurt più denso e acido) e succo di limone.

### Zuppe

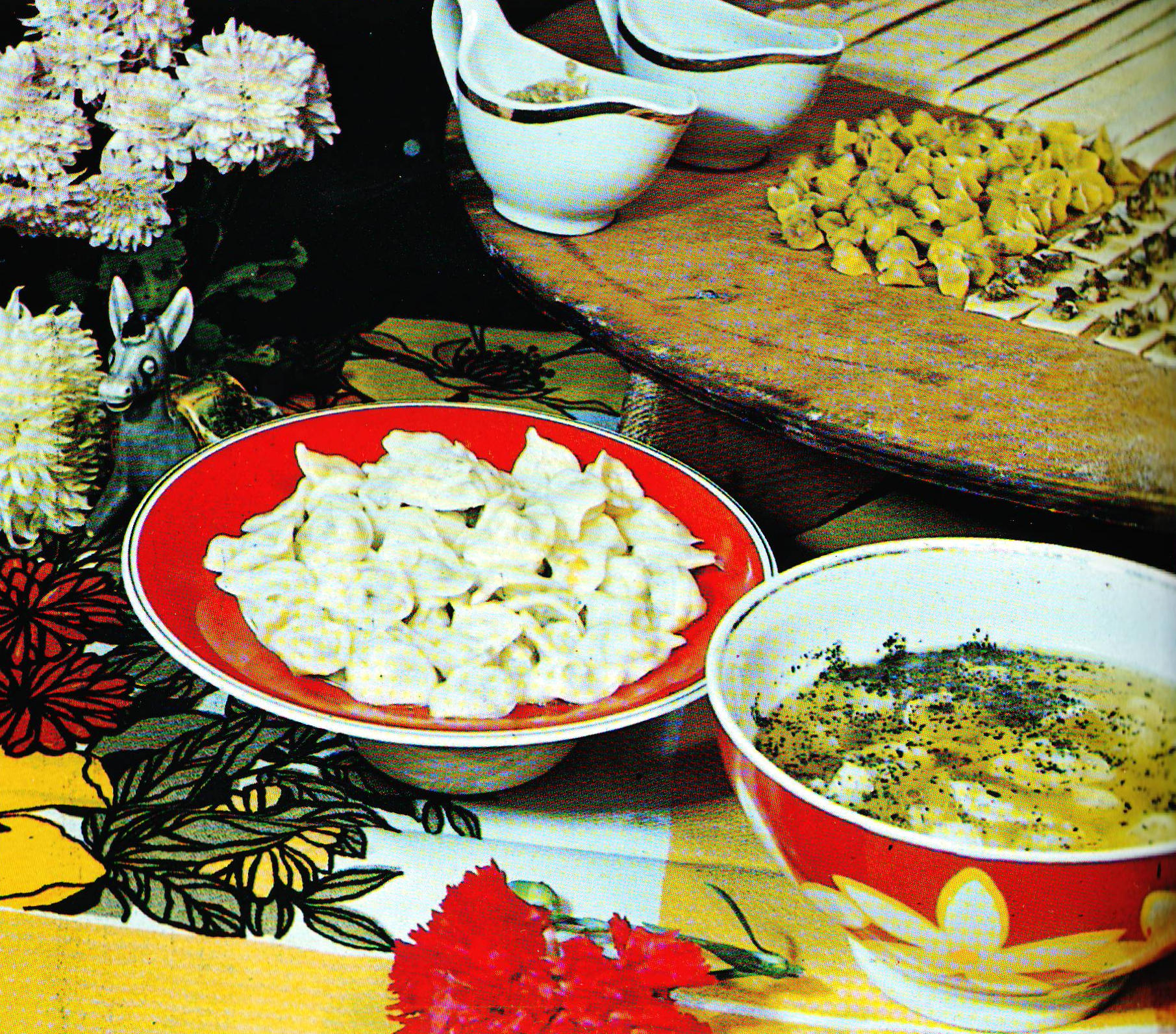
Dushbara, cucina azera

- Dushbara, cucina azeraDüşbərə - Düşbərə assomiglia ai tortellini, ma sono di dimensioni un po' piccoli. La preparazione della pasta è uguale alla preparazione di Əriştə, ma appena pronta la pasta viene tagliata sotto forma di piccoli quadrati (salvo che in un cucchiaio devono piazzarsi 8-10 piccoli tortellini) e quelli quadrati vengono farciti con la carne di montone macinata. A parte, si prepara il brodo di carne dove vengono aggiunte cipolla tritata fritta all'olio. Quando il brodo comincia a bollire, Düşbərə vengono messi uno per uno e alla fine viene messa la menta secca. La zuppa viene servita con l'aceto e aglio tritato.[35]
- Kəllə - Paça (Xaş) - Il nome del piatto è tradotto letteralmente dall'azero come "testa gamba" (kəllə-testa, paça-gamba). Nonostante la traduzione, gli ingredienti principali di questa zuppa sono la testa e i cosciotti d'agnello e il rumine. La testa e i cosciotti d'agnello vengono depilati, puliti, tenuti assieme al rumine in acqua fredda per sbarazzarsi di cattivo odore e bolliti in acqua tutta la notte, fino a quando l'acqua diventa un brodo denso e la carne si separa dalle ossa facilmente. Durante il processo d'ebollizione non vengono aggiunti né sale né spezie. Il piatto viene servito solo caldo, solitamente con aglio schiacciato e aceto.[36]
- Sulu Xingal (o Xəngəl) - La ricetta di questa zuppa assomiglia alla ricetta di Əriştə e Düşbərə. La preparazione della pasta è uguale. La pasta pronta viene tagliata sotto forma di piccole quadrangole. La carne viene tagliata a pezzi di medie dimensioni e messa a casseruola con l'acqua dove bisogna preparare il brodo. Quasi pronto si aggiungono ceci cotti, cipolla tritata e fritta prima e la pasta. La zuppa viene servita con l'aceto e aglio tritato.[37]
- Turşu Sıyıq - Questa è una zuppa estiva, perché alcuni ingredienti della zuppa si trovano al mercato soltanto in estate. Componenti della ricetta sono: riso, cipolla, carota, erba cipollina, spinaci, lapazio, menta secca e salsa di amolo (susina). La preparazione della zuppa è abbastanza facile, dove il riso viene cotto in brodo di carne, cipolle fritte e carote vengono aggiunti al brodo. Poi, l'erba cipollina tritata, gli spinaci e il lapazio vengono cosparsi in pentola e cotti insieme. Prima della fine della cottura, si aggiungono lavaşana (sottili foglie di purè di frutta tipo amolo, corniolo essiccate al sole) pepe e sale.[38]

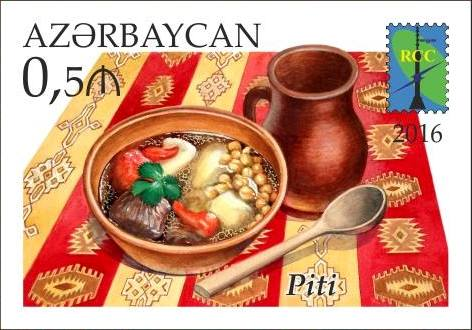
Francobollo azero, con l'immagine del piti

- Francobollo azero, con l'immagine del piti Piti - È uno dei piatti più famosi della cucina azera. Il piti viene preparato d'agnello e del grasso della coda d'agnello in una brocca di terracotta nel forno. Nel piti, oltre alla carne, vengono messi gli ingredienti come castagne (già cotte), ceci(già cotte), amoli secchi, cipolle, aglio e spezie come zafferano, sale e pepe. Ultimamente le castagne sono state sostituite da patate. Il piti viene preparato almeno 4-5 ore, ogni porzione - in una brocca separata, dove tutti gli ingredienti sono messi, pieni di acqua bollente e chiusi con coperchi. Il piti viene mangiato in due fasi: la prima quando il pane viene sbriciolato nel piatto aggiuntivo e cosparso di un mix di spezie come sommacco; poi, il brodo viene versato sopra e la miscela risultante viene mangiata come una zuppa abbondante. La seconda parte, quando viene aggiunto pane più schiacciato allo stesso piatto e il resto del piti (il grasso della coda d'agnello, la carne e le verdure) viene versato, spolverato con alcune spezie, mescolate insieme per abbattere il grasso.[39]
- Əriştə - È una zuppa molto buona. Si prepara facendo la pasta di uova, farina, sale e acqua (quanto serve). Pronta la pasta, è necessario tagliare a forma delle tagliatelle ma tagliati in strisce sottilissimi. Poi si prepara la zuppa, incominciando dalla cipolla, che bisogna rosolare all'olio vegetale, aggiungendo dopo - l'acqua, poi le polpette di carne, amoli secchi e fagioli con l'occhio. Verso la fine bisogna mettere le tagliatelle sottilissime nella zuppa e cuocere per 3-4 minuti. La zuppa viene servita con menta secca messa sopra la zuppa e l'aceto misto con l'aglio tritato.[40]
- Maş Şorba - Questa zuppa è tipica della cucina sud-ovest, precisamente della zona e distretto di Ordubad. Gli ingredienti principali sono: fagioli rossi, montone(manzo), cipolla, amolo secco, patate, concentrato di pomodoro, acqua e menta secca. La preparazione ha inizio con la frittura della carne in una pentola, dopo si aggiungono la cipolla e concentrato di pomodoro e bisogna cuocerli fino a quando la cipolla si ammorbidisce. Poi, vengono messi fagioli e 5-6 bicchieri d'acqua (o quanto necessario) che bisogna far bollire. Mentre la zuppa viene bollita, si versano le patate, amoli secchi e menta essiccata. La zuppa è pronta quando è pronta la patata e non dev'essere né troppo liquida, né troppo spessa.[41]
- Dovğa - Questa è una zuppa che si può mangiare sia fredda (in estate), sia scaldata (in inverno). È una zuppa vegetariana che tradizionalmente viene fatta di qatıq (specie di yogurt più denso e acido / latte cagliato), e con una varietà di erbe. Coriandolo, aneto, menta, ceci e riso sono la base della zuppa. Alla ricetta possono essere aggiunti il cerfoglio e il prezzemolo[42]
- Doğramac (detto anche Ovduq)- È una zuppa fredda, mangiata soprattutto in estate. Viene preparata dagli ingredienti come: qatıq (specie di yogurt più denso e acido / latte cagliato), cetrioli, uova, acqua, cipollotto, aneto, menta, basilico rosso e coriandolo. La preparazione è abbastanza facile. I cetrioli vengono grattugiati, quelli verdi tagliati finemente, preparare le uova sode e al qatıq si aggiunge l'acqua fredda e si inizia a versare il misto. Dopo vengono aggiunti cetrioli, verdi e uova. C'è anche versione di questa zuppa con piccole polpette piccole.[43]
- Bozbaş
  - Küftə Bozbaş - La zuppa è composta di grande polpette rotonde di montone, ceci, amoli secchi, patate, cipolla e zafferano. In una pentola viene messa la cipolla tritata con l'acqua. Prima di mettere le polpette dentro la pentola, in ognuna viene inserita un amolo secco. Dopo polpette vengono messe in, poi le patate e ceci. Alla fine si versa il bicchierino d'acqua dove lo zafferano è inzuppato e ha dato il suo effetto. Il piatto è pronto quando è pronta la patata. Questa zuppa può essere considerata sia come un piatto primo sia come secondo. Perché viene mangiata prima come zuppa, poi il resto.[44]
  - Parça Bozbaş - La preparazione di questa zuppa è simile a quella precedente, la differenza maggiore è che qui, al posto di fare le polpette di carne macinata si usano i pezzi di montone con le ossa e più si mette il concentrato di pomodoro o il pomodoro stesso.[45][46]

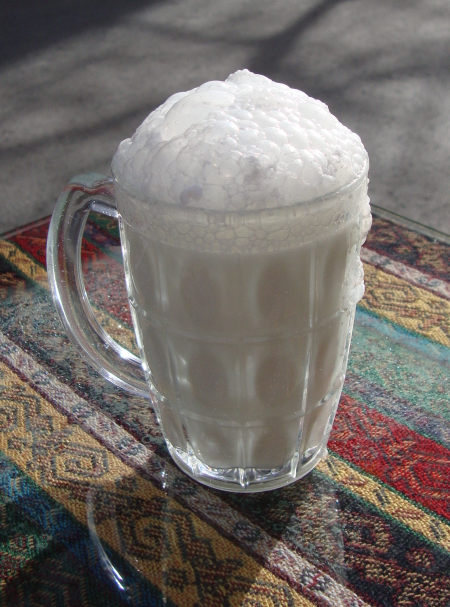
Ayran fresco

### Bibite
- Ayran - o Airan viene preparato da qatıq (specie di yogurt più denso e acido / latte cagliato) diluendo con acqua, Kumis (bevanda di latte di giumenta) o latte con l'aggiunta di una piccola quantità di sale e di altre spezie. Ci sono vari versioni dell'ayran. La semplice già descritta, la versione con la menta e la versione con il latte.[47]
- Qəndab Şərbəti - Per preparare il Qəndab Şərbeti, lo zucchero viene sciolto in acqua calda dove si aggiunge il miele. Allo sherbet ottenuto viene versato lo sciroppo estratto da erbe aromatizzate come - centofoglie, salicone, menta, gattaia, ecc. Allo sherbet di Qəndab può essere aggiunta anche l'acqua di rosa o all'acqua dei petali di fiori per renderlo più fragrante.[48]
- Doşab (detto anche Bəkməz) - Viene preparato da acqua e di gelso, preferibilmente bianco. In un grande pentola o in una casseruola lunga, bisogna versare il gelso e l'acqua, mettendo a fuoco basso e lasciare a cuocersi per un'ora. Dopo un certo tempo, filtrare il gelso con setaccio, poi continuare a cuocere il succo risultante a fuoco lento per 15-20 ore.[49]
- Koramaz (Körəməz) - È una bibita che viene ottenuta di latte non pastorizzato con il qatıq (specie di yogurt più denso e acido / latte cagliato).[50]
- Xoşab - Dopo un lavaggio di frutta secca come - albicocche, amarene, ciliegie, pesche, ecc.) frutti vengono messi in un contenitore dove vengono versate con l'acqua calda e lasciate stare per 8-9 ore. Il succo risultante viene filtrato attraverso una garza, poi aggiunto con un po' d'acqua di rose e zucchero. La bevanda viene bevuta fredda.[51]
- Reyhan Şərbəti - È una bevanda fresca alla base di basilico rosso. Gli ingredienti contengono: zucchero, basilico rosso, acqua e acido citrico. Prima, bisogna sciacquare il basilico rosso e tritarlo in pezzi grossi, posizionarli in un pentolino, dove si aggiunge 1 litro di acqua e zucchero. È necessario scaldare fino a quando l'acqua comincia a bollire, poi bisogna versare immediatamente l'acido citrico. Il succo fresco dev'essere filtrato con una garza e poi servito freddo.[52]
- Ovşala - Zucchero, petali di rosa, acido citrico (o acqua di rosa preparata), acqua e ghiaccio sono gli ingredienti principali di questo sherbet. La preparazione consiste al scioglimento dello zucchero nell'acqua, mescolando con l'acqua di rosa e lasciando raffreddarsi. Prima di servire, bisogna aggiungere il ghiaccio.[53]
- Iskəncəbi - Gli ingredienti di base dello sherbet sono: zucchero, aceto d'uva (o agresto), menta fresca, acqua e ghiaccio. La preparazione ha inizio con il lavaggio della menta verde fresca, la quale viene tritata un po'. Dopo bisogna far bollire la menta con l'aceto d'uva (o agresto) e lo zucchero. Poi si lascia a raffreddare sherbet per 4-6 ore. Alla fine è necessario diluire l'ottenuto con acqua e filtrare con la garza. Prima di servire bisogna aggiungere il ghiaccio.[54]
- Çay (Tè) - Il tè è la bevanda più popolare e consumata in Azerbaigian. Il tè viene bevuto nei bicchieri chiamati Armudu, fatto strettamente forte, con le spezie, e anche con l'olio di rosa. Se in passato la preferenza è stata data al tè nero, ora gli azeri bevono sia il tè nero sia il tè verde, anche di propria produzione. Il bere tè non avviene in un momento particolare in Azerbaigian, come nelle cerimonie del tè giapponesi o cinesi, ma il tè è bevuto sempre, ogni pasto incomincia e termina con il tè. Il ruolo del tè nella tradizione del combinare matrimoni in Azerbaigian è veramente interessante - nel caso del consenso dei parenti della sposa al matrimonio, durante il pasto ai sensali del matrimonio viene servito il tè dolce, nel caso di rifiuto il tè viene servito separatamente dallo zucchero.[55]